# توماس دياز
توماس دياز (بالإسبانية: Tomás Díaz)‏ هو لاعب كرة قدم إسباني وأرجنتيني في مركز الهجوم، ولد في 24 أبريل 1997 في الأرجنتين. لعب مع باراكاس سينترال.

## وصلات خارجية
- توماس دياز على موقع قاعدة بيانات كرة القدم.إي يو (الإنجليزية)
- توماس دياز على موقع Soccerway.com (الإنجليزية)